# 사바 하미드
사바 하메드(우르두어: صبا حميد, 1957년 6월 21일 ~ )는 파키스탄의 배우이다.

## 같이 보기
- 파키스탄의 여자 배우 목록